# James Flores
James Flores  (Lima, Perú; 5 de junio de 1964) fue un futbolista peruano de corta carrera. Desempeñó como marcador izquierdo. Es cuñado del exfutbolista Dante Novaro y su hermano Luiggi Flores fue futbolista en la Academia Deportiva Cantolao y en el Sport Boys Association.

## Trayectoria
Se inició jugando en la liga del distrito de San Miguel en Lima, donde después un dirigente lo llevó a probarse al Club Atlético Chalaco donde se quedó por cuatro temporadas. El entrenador era Hugo Montenegro. Luego para el Campeonato Descentralizado 1986 paso al Club Octavio Espinoza de Ica quedándose dos temporadas. Después emigró a Estados Unidos donde vive actualmente.

## Clubes
| Club                  | País | Temporada |
| --------------------- | ---- | --------- |
| Club Atlético Chalaco | Perú | 1982-1985 |
| Club Octavio Espinosa | Perú | 1986-1988 |